# Sainte-Geneviève-sur-Argence
Sainte-Geneviève-sur-Argence é uma ex-comuna francesa na região administrativa de Occitânia, no departamento de Aveyron. Estendeu-se por uma área de 43,4 km². Em 2010 a comuna tinha 1 661 habitantes (densidade: 38,3 hab./km²).
Em 1 de janeiro de 2016 foi fundida com as comunas de Alpuech, Graissac, Lacalm, La Terrisse e Vitrac-en-Viadène para a criação da nova comuna de Argences-en-Aubrac.